# Budō

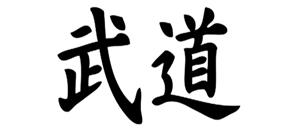
Budō scritto in kanji

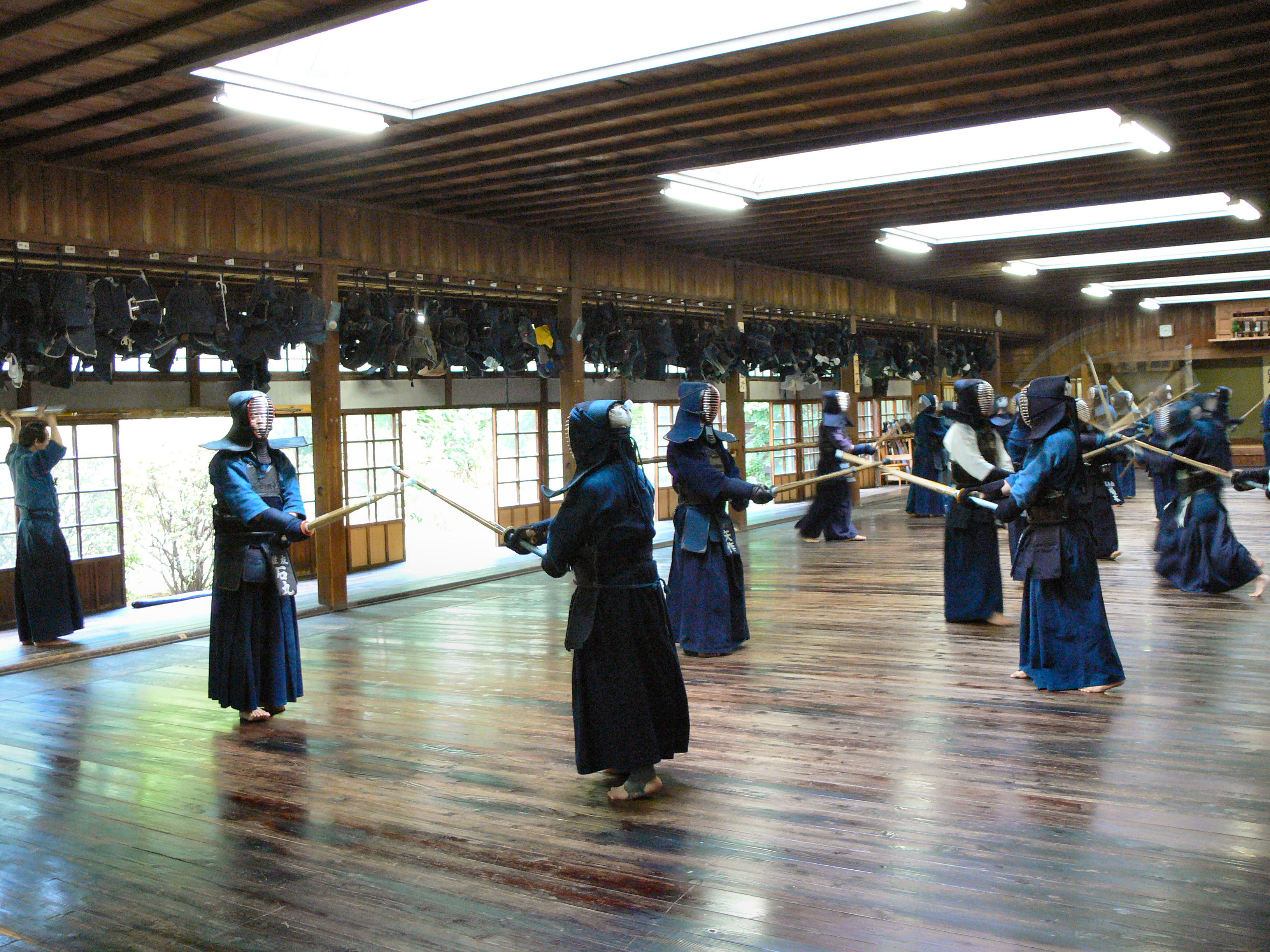
Il Kendō è una delle forme di Budō più diffuse in Giappone

Il budō (武道?) è la via marziale giapponese. Il termine è composto dagli ideogrammi kanji bu (武?) e dō (道?), che si possono tradurre come "Via marziale", "Via della guerra", oppure "Via che conduce alla pace", "Via che conduce alla cessazione della guerra attraverso il disarmo".
Infatti l'ideogramma "bu" 武 è internamente composto dai due ideogrammi, hoko (戈?)  e tomeru (止?)  che nella lingua giapponese significano:
- hoko (戈?): lancia, alabarda
- tomeru (止?): fermare, arrestare, lasciare, cessare

Da cui bu (武?) nella lingua e nello spirito della tradizione giapponese, significa letteralmente "fermare, arrestare, lasciare le lance".
L'ideogramma dō (道?) significa letteralmente "ciò che conduce" nel senso di "disciplina" vista come "percorso", "via", "cammino", non in senso fisico ma piuttosto etico e morale. Uscendo dal significato strettamente letterale, il termine "lance" assume il significato più ampio di "armi" e quindi quello traslato di "guerra" o "combattimento", mentre il termine "fermare" assume il significato traslato di "cessare". Nella concezione della tradizione marziale giapponese, quindi, il significato del termine bu implica quello di "abbandono delle armi" e quindi di "disarmo" e non di "guerra".
In contrasto con l'aura di antichità di cui il budō è circonfuso, la sua disciplina marziale è uno dei tanti esempi moderni di tradizione inventata. La stessa accezione del termine risale all'ultimo decennio del XIX secolo.

## L'aspirazione etica e sociale del budō
Il concetto che tale termine vuole esprimere è dunque quello di realizzare, attraverso la pratica di una disciplina marziale molto particolare fondata sul "principio di non-resistenza", l'elevata aspirazione del budō consistente nella cessazione del combattimento e quindi delle ostilità mediante una condizione di disarmo dell'avversario e di sé stessi.
Ecco dunque che, infine, si può aspirare alla costruzione di una società pacifica in cui valorizzare se stessi e gli altri.»
(Masajūrō Shiokawa, Presidente della Fondazione Nippon Budōkan, 2005)
Il termine segue l'evoluzione che il concetto di "arte marziale" ha subito nella cultura giapponese attraverso il tempo, passando dall'originale concetto del bujutsu (武術?) a quello attuale del budō (武道?).
Da notare come comunque l'evoluzione consista principalmente nella trasformazione da jutsu (術? "arte") a dō (道? "via").
Il bujutsu (武術?) era l'apprendimento di diverse tecniche marziali che consentivano di vincere il nemico in battaglia, difendersi dalle aggressioni, offrire i propri servigi ad un signore ed aumentare il proprio potere personale. Le armi usate erano molto varie: spada, arco, lancia, bastone, catena, coltello fino ad oggetti apparentemente innocui come il ventaglio o la pipa. Quando il bujutsu assume come fine non più la tecnica ma l'educazione etica e morale, esso diventa la via da perseguire per la formazione di uomini di valore, e si parla quindi di budō (武道?).
In Giappone questa rielaborazione e modernizzazione della tradizione militare feudale avvenne principalmente dopo la Restaurazione Meiji, fino a tutta la prima metà del XX secolo.
La concezione tecnica e spirituale coesistevano già in epoca feudale anche se a prevalere era l'abilità tecnica che rappresentava l'unico strumento di sopravvivenza ai veri combattimenti del tempo. In epoca moderna la necessità di difendere la propria vita in duello non ha più motivo di esistere e quindi l'attenzione si rivolge ai principî etici e alla tradizione che caratterizzano appunto il budō (武道?).

## Statuto del Budō
Lo Statuto del Budō (武道憲章?, budō kenshō) è un documento approvato il 23 aprile 1987 dal Nippon Budō Kyūgikai che esplica sinteticamente lo spirito del budō tradizionale ad uso delle popolazioni occidentali.
1. Obiettivo. Il budō si pone come obiettivo di coltivare il carattere, migliorare la capacità di giudizio e formare individui di valore, attraverso l'addestramento di mente e corpo con le tecniche marziali.
2. Pratica. Durante la pratica bisogna sempre rispettare l'etichetta (礼法?, reihō), osservare i principî fondamentali ed allenare mente, tecnica, e corpo come un tutt'uno, senza perseguire mere abilità tecniche.
3. Competizione. In occasione di competizioni o esibizioni di kata, si metterà in mostra con il massimo impegno lo spirito del budō appreso nel lungo addestramento e, al contempo, si manterrà sempre un atteggiamento misurato, senza arroganza in caso di vittoria né rimpianto in caso di sconfitta.
4. Dōjō. Il dōjō (礼法?, dōjō) è il luogo in cui si addestrano la mente e il corpo. Vi si rispettano la disciplina e l'etichetta, si osservano i principî di silenzio, pulizia e sicurezza, ci si impegna a mantenere la solennità dell'ambiente.
5. Insegnamento. L'istruttore dovrà sempre sforzarsi di forgiare i caratteri, impegnarsi ad addestrare mente e corpo, continuare ad approfondire le conoscenze tecniche, non consentire che l'attenzione si focalizzi su vittorie e sconfitte o sulla tecnica, e soprattutto mantenere un comportamento adeguato al ruolo di modello, che egli ricopre.
6. Diffusione. Quando si promuove il budō bisogna valorizzarne i principî tradizionali, contribuire alla ricerca ed al consolidamento della didattica, ponendosi in un'ottica internazionale, e contemporaneamente impegnarsi per il suo sviluppo.

## Gradi
Come in tutte le arti marziali esiste una suddivisione di chi la pratica a seconda della bravura e dell'esperienza. I vari livelli del Budō sono:
Cintura bianca- 1º anno/livello.
Cintura gialla- 2º anno/livello.
Cintura arancione- 3º anno/livello.
Cintura verde- 4º anno/livello.
Cintura blu- 5º anno/livello.
Cintura marrone- 6º/7º anno/livello.
Cintura nera(+18)- 8º/9º anno/livello.
+ 3 Dan (Quasi 3 anni).
Cintura rossa- 10º anno/livello.
- Shihan, così vengono chiamati gli istruttori particolarmente esperti, che hanno raggiunto il livello più alto;
- Shidōin, è così definito un istruttore ufficiale di livello intermedio;